# Vannessa Vasquez
Pour les articles homonymes, voir Vannessa et Vasquez.
Vannessa Vasquez, née le 21 décembre 1983 à Galveston au Texas, est une actrice, productrice et scénariste américaine.

## Biographie
Vannessa Vasquez est principalement connue pour son rôle de Camila Barrios dans la série télévisée East Los High,.

## Filmographie

### Comme actrice
- 2010 : Dead Note (court métrage) : Susan
- 2010 : Jump Out (court métrage) : Temelda
- 2011 : I Once Was Lost (série télévisée) : Cafe MC Voice
- 2011 : Asesinas (court métrage) : l'assassin #1
- 2011 : The Darq : Susan
- 2013 : The Adventures of Don Juan and Don Tu (court métrage) : Marisa
- 2014 : Misfire : Gracie
- 2014 : Sins of a Call Girl : Magdalena Cruz
- 2015 : Castle (série télévisée) : Gabriela
- 2015 : Sorrow : Mila Sweeney
- 2015 : The Blexicans (série télévisée) : Gabriella
- 2015 : The Hours Till Daylight : Sarah
- 2014-2016 : Noches con Platanito (série télévisée) (2 épisodes)
- 2017 : Mad Families : l'épouse de Rolando
- 2017 : Destined (court métrage) : Lina
- 2017 : Trap Plane (mini-série) : Jennifer Vergara (6 épisodes)
- 2014-2017 : East Los High (série télévisée) : Camila Barrios (37 épisodes)
- 2018 : The Brave (série télévisée) : Mari Diaz
- 2018 : The Mission (téléfilm) : Ezme Chizo
- 2019 : La Sangre LLama (court métrage) : Jessica
- 2019 : The Fix (série télévisée) : Dia Briseño (2 épisodes)
- 2018 : Daddy's Girl (téléfilm) : Gigi Gonzales
- 2019 : Prescience : Emily Smith
- 2019 : Narca : Esperanza

### Comme productrice
- 2015 : Sorrow
- 2019 : La Sangre LLama (court métrage)
- 2018 : Penance (court métrage)
- 2018 : Greatness Within (téléfilm)
- 2018 : Daddy's Girl (téléfilm)

### Comme scénariste
- 2019 : La Sangre LLama (court métrage)